# Elfriede Lauckner
Elfriede Lauckner dite Erich Thum, née en 1886 et morte en 1952 à Berlin, est une peintre et graphiste expressionniste allemande.

## Biographie
Erich Thum, peintre expressionniste allemande, née le 18 décembre 1886 sous le nom de Lydia Elfriede Luzie Thum à Berlin. Elle étudie en 1905 la littérature française, l'histoire du monde, la peinture et la sculpture à l'université de Lausanne. Elle retourne en Allemagne après avoir fini ses études en 1907 et enchaîne avec les études de la peinture avec Charles Palmié à Dresde en 1908. Elle séjourne en 1909 à Nidden où elle rencontre Max Pechstein. À l'occasion de sa première exposition avec Cassirer en 1912 (avec Vuillard, Sisley, Courbet, Pissarro et autres), elle dévoile le pseudonyme masculin Erich Thum. Ce n'est que lorsque la photo Selbstakt vor der Spiegel apparaît dans une galerie que le public apprend qu'une femme se cache derrière le pseudonyme Erich. En effet, le succès semble lui donner raison : les images d'un homme supposé se vendaient mieux que celles d'une femme.
Le 30 décembre 1913, elle épouse Rolf Lauckner, originaire de Königsberg en province de Prusse-Orientale. À partir de ce moment-là, ils utilisent principalement l'été, jusqu'en 1943, pour créer leurs œuvres dans la villa Thumschen, à la lisière des montagnes Lossower, près de Francfort-sur-l'Oder. Thum erre dans les bois et les prairies surtout le soir. Elle traite ses impressions sur les peintures de paysages dans ces montagnes ainsi que sur ses précédents voyages d'étude à Munich et sur le lac de Garde en Italie.
En 1937, les nouveaux dirigeants déclarent une « dégénérescence évidente » dans ses peintures et lui interdisent d'exposer de manière générale, bien que le ministre du Reich Dr Goebbels ne confisque pas ses tableaux. Le tableau Mühlental, exposé à la mairie de Francfort-sur-l'Oder depuis son achat en 1927, est confisqué et déplacé à Berlin, où il est perdu.
Grâce au travail de son mari dans les théâtres de Berlin, la peintre rencontre également des créateurs et des acteurs de théâtre. Ces personnalités fascinent la peintre et elle en a fait des portraits. La maison du Katzengrund, au Katzensteig, est aujourd'hui oubliée. La villa Thum a été endommagée lors de combats au printemps 1945, les restes de la maison ayant été démolis par la suite. Aujourd'hui, les deux colonnes - à gauche et à droite au pied de l'ancien escalier d'entrée - témoignent du travail de la peintre Elfriede Thum.
L'artiste meurt en 1952 d'une pneumonie à cause de sa mauvaise alimentation.

## Professions exercées
Elfriede Lauckner-Thum fait partie de la vie artistique de Berlin, y peint et y expose (par exemple en mai 1920 dans la galerie de Ferdinand Möller, l'un des quatre marchands d'art accusés plus tard de vendre de l'« art dégénéré »), et crée des décors pour les spectacles de son mari. Elle a été décrite par Paul Fechter (de) comme « l'une des designers les plus talentueuses et non conventionnelles de sa propre génération ». L'ostracisme de l'époque nazie marque la fin de son intense travail créatif.

## Postérité
Dès 1955, Elfriede Thum est honorée pour la première fois d'une rétrospective à l'hôtel de ville de Wilmersdorf à l'occasion des Semaines du Festival de Berlin. Du 18 novembre 1988 au 11 février 1989, une exposition à la galerie Lippeck à Berlin regroupe plus de 70 peintures, aquarelles de projets de costumes, lithographies, gravures et photos de vitraux. En 2014, le tableau Bunter Herbst d'Elfriede Thum est acheté pour 5 000 euros et offert par l'entreprise Fielmann à la mairie de Francfort-sur-l'Oder, où il est accroché depuis le 6 mai 2014.
Mais l'éparpillement de ses œuvres, l'interdiction d'exposer et les dégâts subis par les trois résidences en 1945, qui ont détruit une grande partie des œuvres encore privées, et ont fait que son nom a été injustement oublié. Aujourd'hui, à peine plus de 30 de ses peintures à l'huile ont survécu, dont la plupart sont en possession de la galerie berlinoise Barthelmess & Wischnewski .

## Expositions
- 1912 : première exposition avec Cassirer (avec Vuillard, Sisley, Courbet, Pissarro et autres).
- 1915 : la maison d'édition Goltz, basée à Munich, publie le portfolio Hinter den Heeren, créé par Erich Thum.
- 1920 : exposition personnelle dans la galerie Ferdinand Möller à Berlin.
- 1923 : exposition personnelle d’œuvres graphiques à la galerie Der Pantheon à Berlin.
- 1927 : exposition personnelle Galerie Wiltschek à Berlin.
- 1927 : exposition à Francfort-sur-l'Oder ; pendant cette exposition, le narrateur Frank Thieß, conquis par le vernissage, déclare : « Nous pouvons être fiers du fait que cet artiste, dont les œuvres sont exposées dans de nombreux musées, appartient au monde et est nôtre au sens plein du mot ».
- 1955 : première rétrospective à l'occasion des Berliner Kunstwochen im Kunstamt Wilmersdorf[2].

## Style
Son style puissant et indépendant de peinture aux couleurs chatoyantes a rapidement fait d'elle l'une des expressionnistes les plus importantes de Berlin. Ses paysages, natures mortes, portraits et décors, qui ne peuvent être assignés à un certain style, se caractérisent par un feu d'artifice de couleurs et un « coup de pinceau véhément ».

## Œuvres
- Abendstimmung an der Oder. Huile sur toile, vers 1920.
- Alter Baum. Gouache sur Vélin.
- Berlin: Am Funkturm. Huile sur toile, vers 1930.
- Bildnis der Schauspielerin Sonja Bogs. Huile sur toile, vers 1925.
- Bunter Herbst. Huile sur toile, vers 1925.
- Fischerfrau auf FanØ. Huile sur toile, vers 1912.
- Herbstlandschaft. Huile sur toile, vers 1925.
- Herbstabend. Huile sur toile, vers 1920.
- Im Katzengrund. Huile sur carton, vers 1925.
- In der Loge. Huile sur carton, vers 1920.
- Kauernder Akt. Huile sur tableau jaune, vers 1915.
- Landschaft im Mondschein. Huile sur carton, vers 1915.
- Mädchenbildnis. Huile sur toile, vers 1924.
- Selbstporträt (autoportrait). Huile sur toile, vers 1926.
- Sonnenuntergang. Huile sur toile, vers 1926.
- Stillleben mit Büchern. Huile sur toile, vers 1920.
- Stillleben mit exotischen Blumen. Huile sur toile, vers 1920.
- Stilleben mit gelben Rosen. Huile sur toile, vers 1915.
- Stillleben mit weißen Rosen. Huile sur toile, vers 1915.
- Theaterszene: Auf dem Balkon. Huile sur toile, vers 1920.
- Theaterszene: Der Auftritt. Huile sur carton, vers 1923.
- Winterlandschaft. Esquisse à l'huile, vers 1920[2].

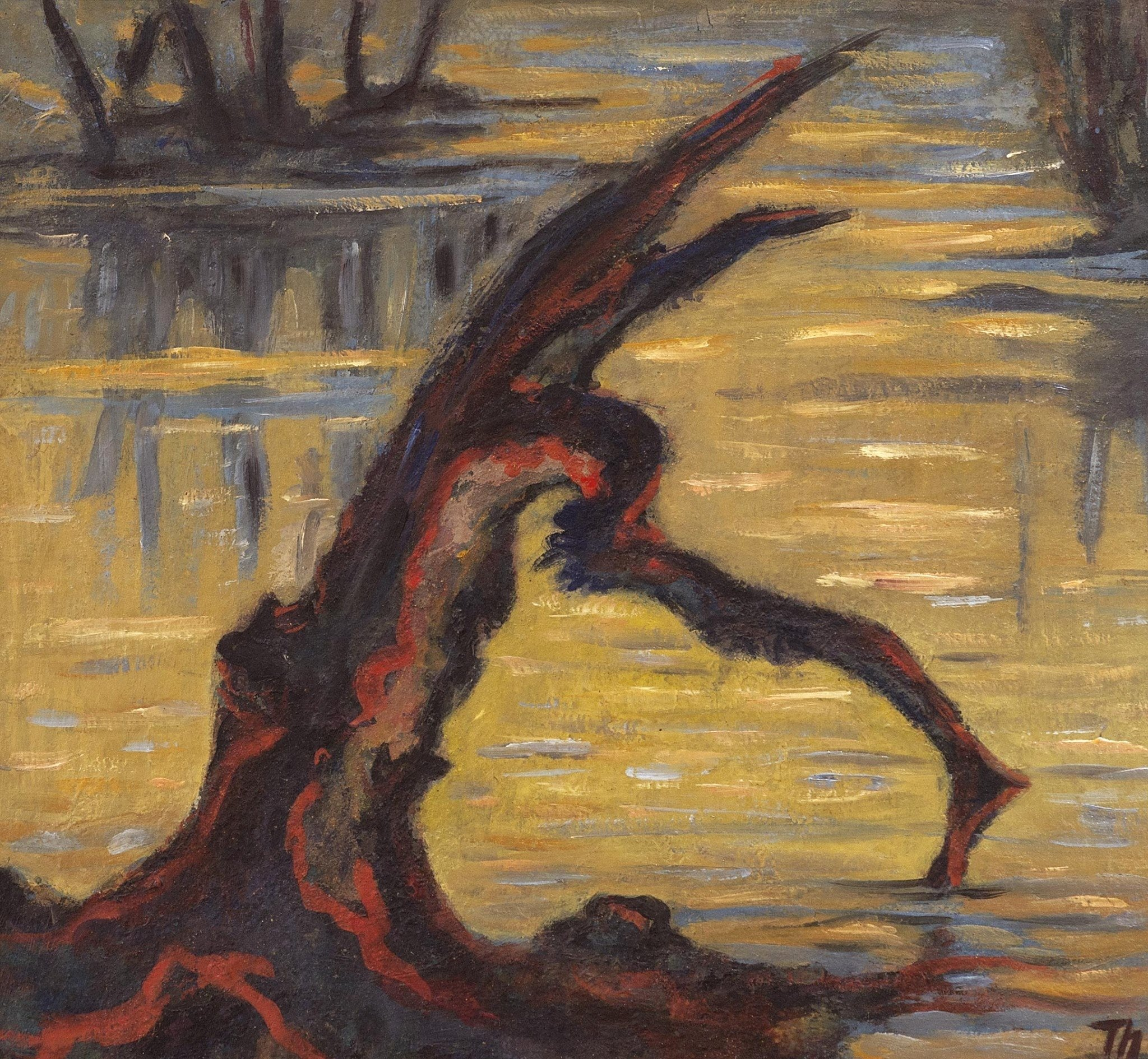
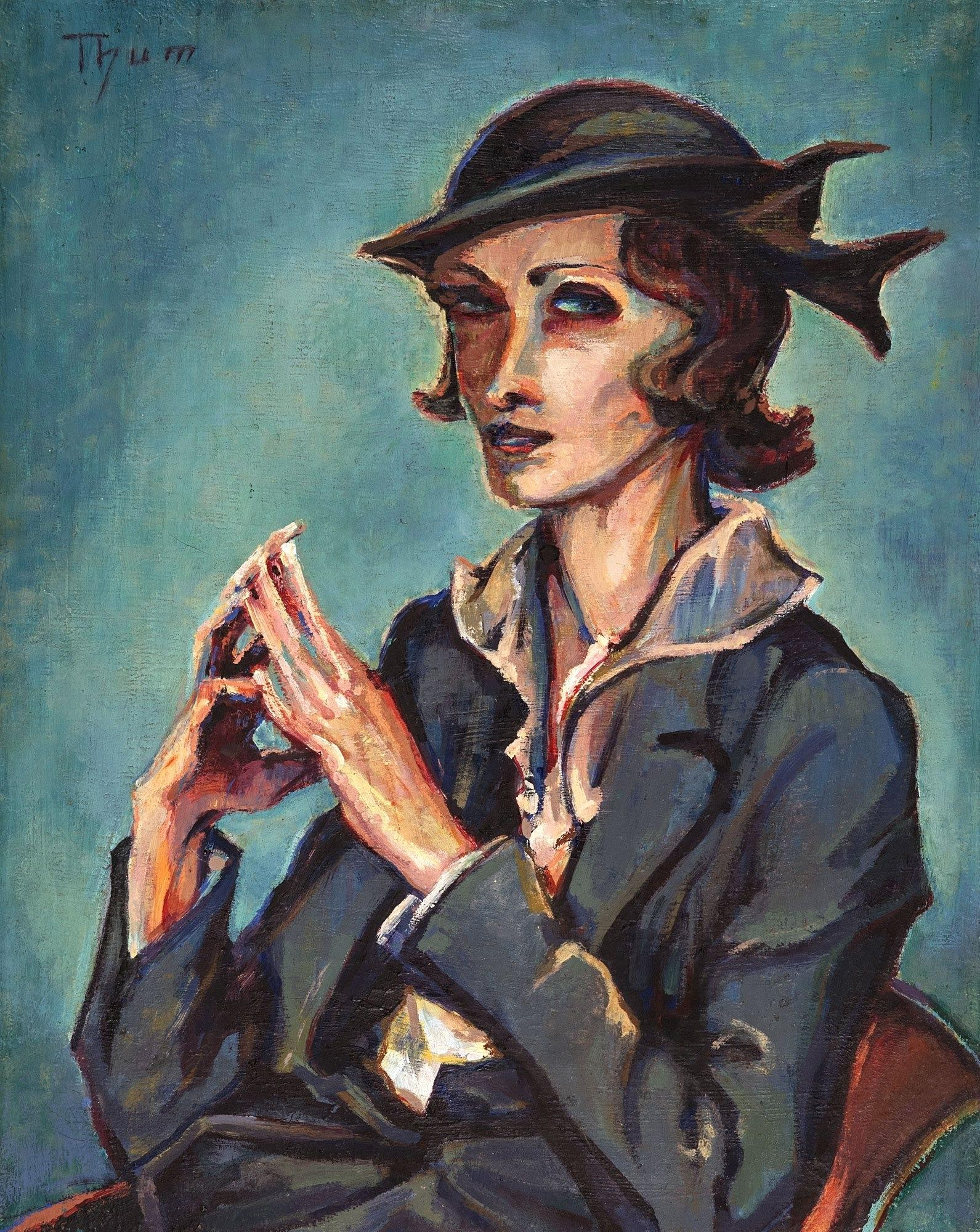
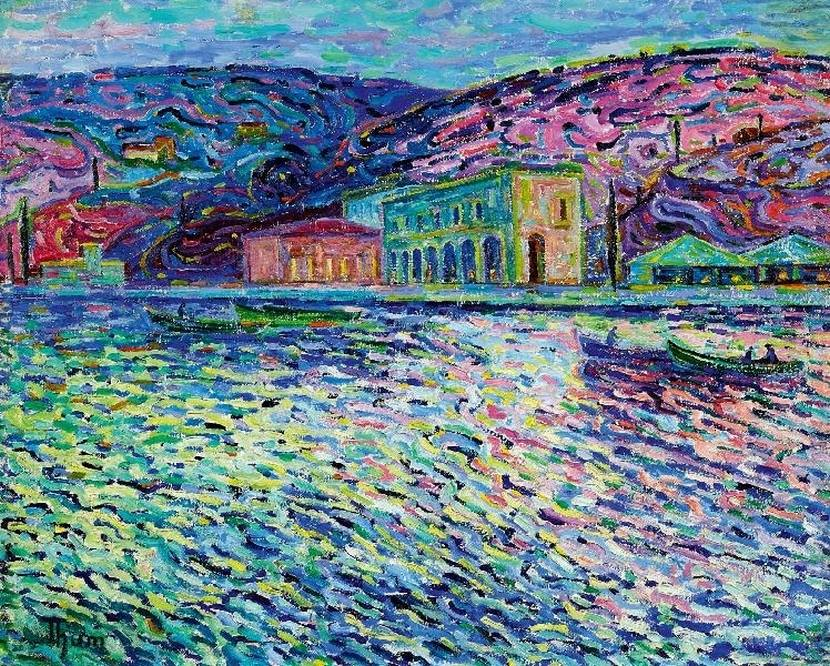
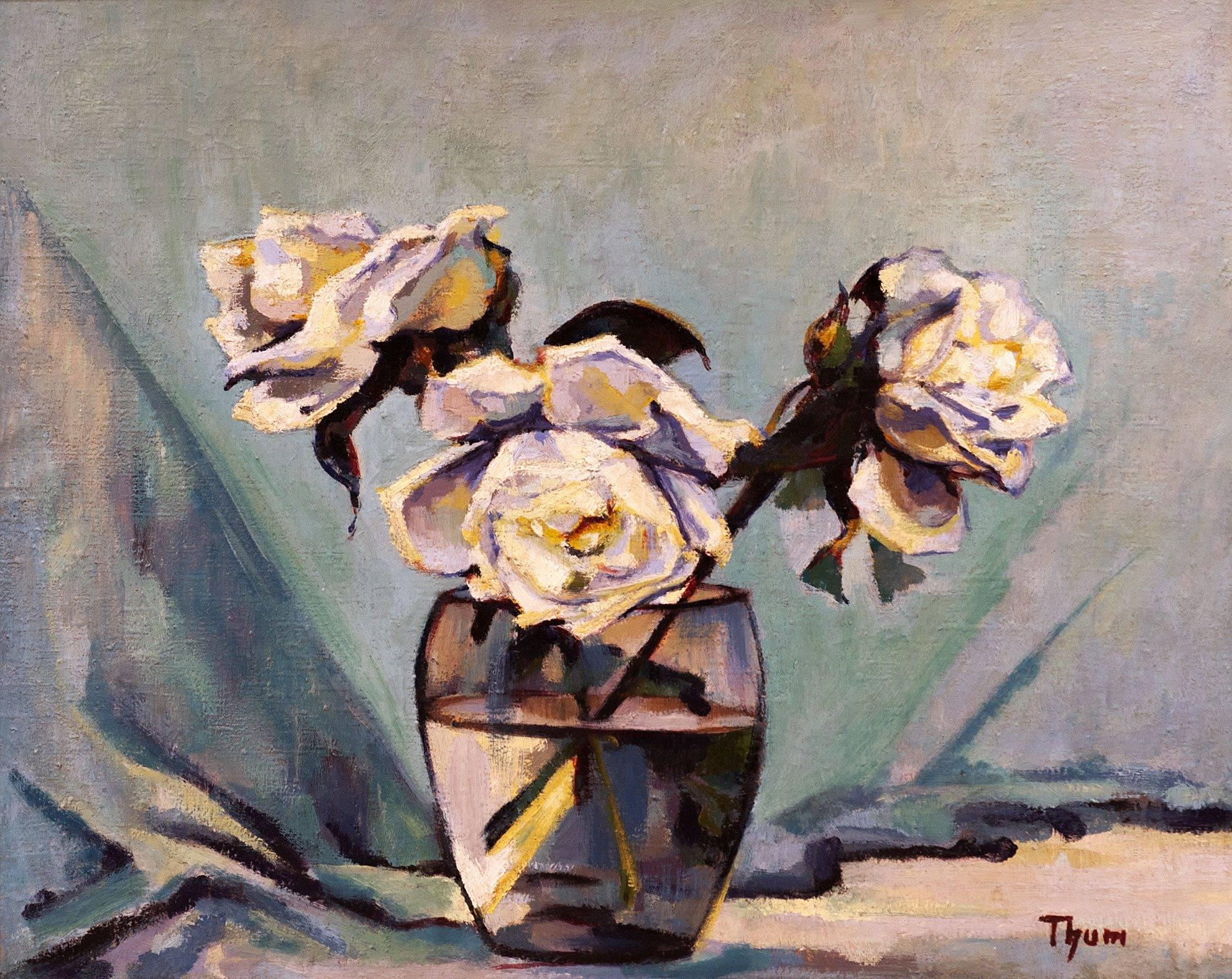
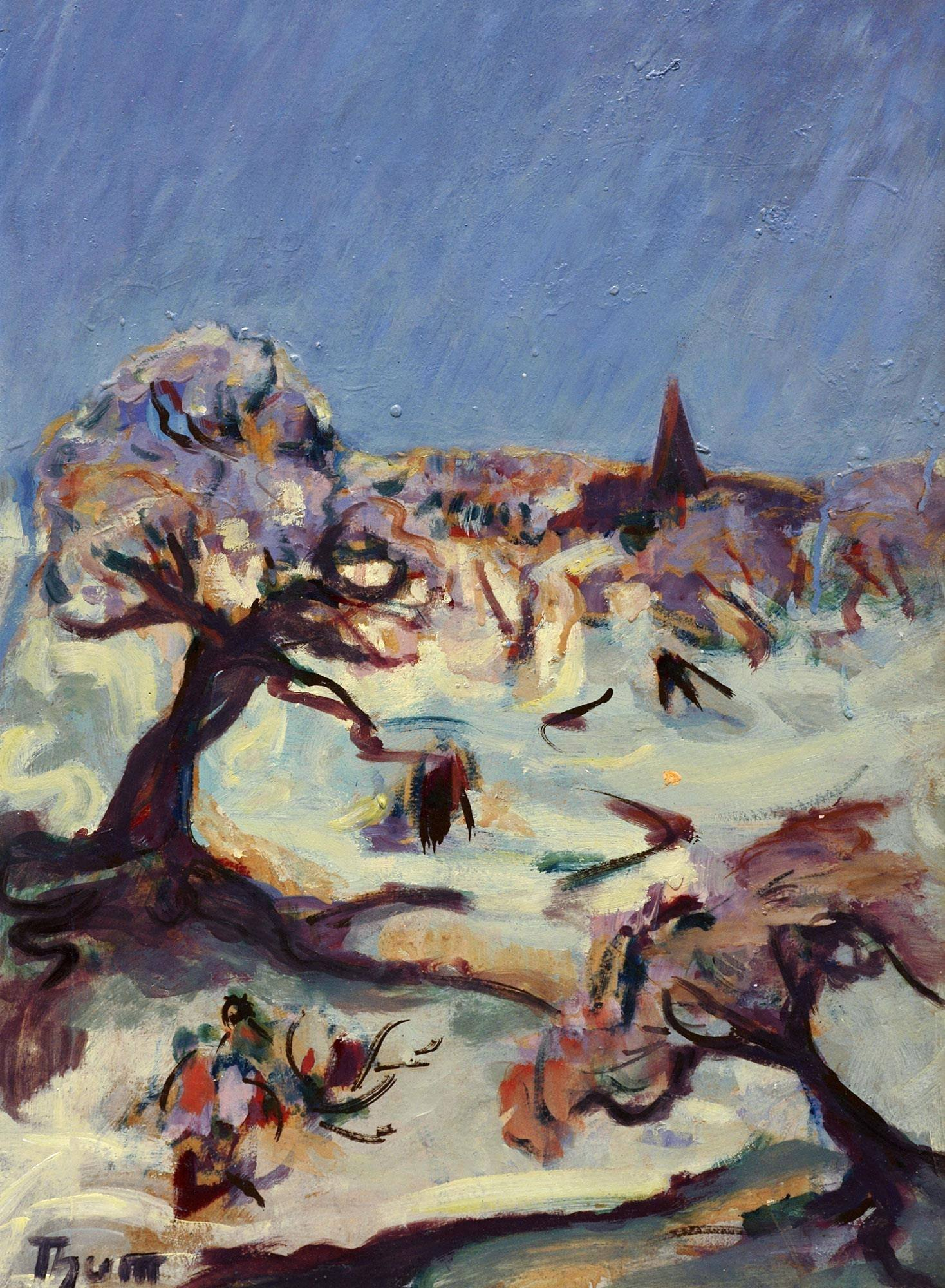